# Erax fuscidus
Erax fuscidus är en tvåvingeart som först beskrevs av Peter Simon Pallas 1818.  Erax fuscidus ingår i släktet Erax och familjen rovflugor. Inga underarter finns listade i Catalogue of Life.